# New Rose Records
La New Rose Records è stata la più importante etichetta discografica indipendente francese di musica rock, attiva tra il 1980 ed il 1994.
Nata nel 1980, in piena esplosione post punk, dall'iniziativa di Patrick Mathé (direttore amministrativo) e Louis Thevenon (direttore artistico), già gestori dal 1977 del negozio di dischi Music Box e proprietari della piccola etichetta Flamingo Records che aveva pubblicato solo 5 lavori, era situata a Parigi, in rue Pierre Sarrazin 7 in pieno quartiere latino. Il nome scelto omaggia l'omonima hit del gruppo punk rock dei Damned.
Le origini dell'etichetta risalgono a sei mesi addietro all'incontro avvenuto a Londra tra Giovanni Dadamo, giornalista di The Sounds e Chris Bailey dei Saints, appena scaricati dalla EMI dopo la pubblicazione del loro terzo album Prehistoric Sounds. La prima pubblicazione fu il loro EP Paralytic Tonight, Dublin Tomorrow edito solo in Australia. In seguito numerose band ed artisti, nati dal movimento punk e desiderosi di mantenere un'etica DIY trovarono lo sbocco per pubblicare facilmente i propri lavori come il francese Charles De Goal. Il roster si allargò ad artisti di Boston come The Count, The Real Kids e Willie "Loco" Alexander e ad altri non punk come Joe "King" Carrasco, Charlie Feathers, The Troggs, Roky Erickson, Tav Falco, True West, Calvin Russell e Alex Chilton.
Furono in questo periodo pubblicati dall'etichetta in Europa alcuni album epocali del post punk d'oltreoceano come Fire of Love dei Gun Club, Plastic Surgery Disasters dei Dead Kennedys e Smell of Female dei Cramps che ottenne un buon successo nel Regno Unito.
Si aggiunsero negli anni anche lavori di Green on Red, Giant Sand, The Primevals, The Chesterfield Kings, Alejandro Escovedo, Dr. Feelgood, That Petrol Emotion, Maureen Tucker, Percy Sledge, Lolitas, Bo Diddley, Alvin Lee, Robert Gordon, The Inmates, Elliott Murphy, The Slickee Boys, Paul Roland e molti altri.
Nel 1992 venne venduta alla FNAC (ora Fnac Music), ma cessò di esistere agli inizi del 1994. Patrick Mathé creò allora un'altra etichetta, la Last Call records, che reclutò anche alcuni degli artisti già presenti con la New Rose.
Nel 2006 viene pubblicato dalla Last Call Records New Rose Story cofanetto riepilogativo della storia dell'etichetta. 